# Авангард (литературная группа)

Штаб «Авангарда» слушает радио. Слева направо: Филиппов, Ермилов, Патяк, Панькив, Троянкер, Полищук, Чернов, Берман. Харьков, 1929 г.

Обложка журнала «Авангард» № 3 за 1929 г.

Конструктивистская группа «Авангард» (укр. Авангард) — модернистская литературная группа молодых украинских левых писателей, близких к футуризму.
Основана в Харькове осенью 1925 года после распада литературной организации «Гарт». Существовала до 1930 года, после чего самораспустилась.
Инициатором создания и лидером был Валериан Полищук.
Членами группы были, в числе прочих, бывшие члены литературной организации «Гроно», сотрудники журнала «Водоворот революции» (укр.  «Вир революції») и некоторые панфутуристы: поэты Гео Коляда, Александр Левада, Раиса Троянкер, Пётр Голота, Леонид Чернов, Сергей Тасин, прозаик Виктор Ярина, художники Василий Ермилов (художественный директор журнала «Авангард»), Георгий Цапок и другие. Представители группы называли себя «авангардом послеоктябрьского искусства».
«Авангард» декларировал «тесную связь искусства с эпохой индустриализации», отстаивал «конструктивный динамизм» или «динамический спирализм», как «стиль эпохи», направленный на борьбу против отсталости, мещанства, просветительства, хуторянства, за настоящий европеизм в художественной технике, воспевал модерн цивилизации и мир технической революции. Группа «Авангард» по своим эстетическим принципам существенно отличалась от организации футуристов «Новая генерация» (1927—1930).
Однако художественная практика «авангардовцев» часто опровергала такие принципы, она почти никогда не придерживалась требований эстетики конструктивизма. Советское литературоведение считало, что группа «Авангард» 

«распространяла мелкобуржуазные взгляды на художественное творчество. Ориентируясь на „левые“ течения западного модернизма, в частности конструктивизм, группа проявляла неуважение к реализму и прогрессивным традициям национальной культуры».
«Авангард» осуществил три издания:
- «Бюллетень „Авангарда“» (1928), в котором была помещена «Прокламация „Авангарда“» с главными принципами авангардовцев,
- «Художественные материалы „Авангарда“» (два выпуска, № 2 и 3, Харьков, 1929),
- «Авангард».

Все три издания имели общую сквозную нумерацию страниц. В. Полищук изложил свои идейные позиции в книге «Литературный авангард. Перспективы развития украинской культуры, полемика и теория поэзии» (1926) и «Пульс эпохи. Конструктивный динамизм или литературное назадництво?» (1927).